# ウットゥ
ウットゥ (Uttu) は、シュメール神話における機織りの女神である。エンキとニンクルラの娘であり、後に自分の父エンキと性交した。ニンフルサグはウットゥの中に注ぎ入れられたエンキの子種を取り出し、土に蒔くと、そこから草が生えた。